# جون تايلور (سياسي كندي، مواليد 1816)
جون تايلور هو سياسي كندي، ولد في 1816، وتوفي في 16 يونيو 1881. نشط حزبياً في الحزب الليبرالي في نوفا سكوشا ‏. وقد انتخب عضو مجلس نواب نوفا سكوشا (1873 – 1874).